# David Hemingson
David Byron Hemingson (New Haven, 26 luglio 1964) è uno sceneggiatore e produttore cinematografico statunitense.

## Biografia
David Hemingson è nato il 26 luglio 1964 a New Haven, nel Connecticut. Suo padre lavorava sia come insegnante che come marinaio mercantile, mentre sua madre era un'infermiera al Mount Sinai Hospital di Hartford. I suoi genitori divorziarono nel 1969. Nel 1982, si è diplomato alla Watkinson School di Hartford. Successivamente, ha frequentato l'Università Yale e la Columbia Law School. Dopo la laurea, ha lavorato presso lo studio legale Loeb & Loeb a Los Angeles. Dal 1995 al 1996, ha lavorato come sceneggiatore per la serie televisiva Le avventure di Pete & Pete. Hemingson ha anche prodotto le serie Just Shoot Me! e Kitchen Confidential. Dal 2005 al 2008, ha prodotto la serie animata American Dad! e, dal 2007 a 2008, le serie How I Met Your Mother e I Griffin. Nel 2023, ha prodotto e sceneggiato il film di Alexander Payne The Holdovers - Lezioni di vita, con Paul Giamatti, Da'Vine Joy Randolph e Dominic Sessa.

## Vita privata
David Hemingson ha sposato la scrittrice e attrice Victoria Morsell nel 1998. La coppia risiede a Los Angeles con il figlio.

## Filmografia

### Sceneggiatore

#### Cinema
- The Holdovers - Lezioni di vita (The Holdovers), regia di Alexander Payne (2023)

#### Televisione
- Le avventure di Pete & Pete (The Adventures of Pete & Pete) - serie TV, 2 episodi (1995-1996)
- La carica dei 101 - La serie (101 Dalmatians: The Series) - serie animata, 9 episodi (1997-1998)
- Pepper Ann - serie animata, 5 episodi (1997-1999)
- Hercules - serie animata, 2 episodi (1998)
- Tris di cuori (For Your Love) - serie TV, 4 episodi (1998-1999)
- Jesse - serie TV, 2 episodi (1999-2000)
- Angela Anaconda - serie animata, 2 episodi (1999-2001)
- Just Shoot Me! - serie TV, 11 episodi (2000-2003)
- Cracking Up - serie TV, episodio 1x02 (2004)
- Kitchen Confidential - serie TV, 13 episodi (2005-2006)
- American Dad! - serie animata, 2 episodi (2005-2008)
- How I Met Your Mother - serie TV, episodio 3x03 (2007)
- Two Dreadful Children, regia di Mike Kim - film TV (2007)
- The Call, regia di Michael Spiller - film TV (2007)
- The Deep End - serie TV, 3 episodi (2010)
- Traffic Light - serie TV, 2 episodi (2011)
- Non fidarti della str**** dell'interno 23 (Don't Trust the B---- in Apartment 23) - serie TV, 2 episodi (2012-2013)
- I miei peggiori amici (Friends with Better Lives) - serie TV, episodio 1x13 (2014)
- Black-ish - serie TV, episodio 1x14 (2015)
- Uncle Buck - serie TV, episodio 1x04 (2016)
- The Catch - serie TV, episodio 2x03 (2017)
- Whiskey Cavalier - serie TV, 13 episodi (2019)

### Produttore

#### Cinema
- The Holdovers - Lezioni di vita (The Holdovers), regia di Alexander Payne (2023)

#### Televisione
- Jesse - serie TV, 20 episodi (1999-2000)
- Just Shoot Me! - serie TV, 67 episodi (2000-2003)
- Cracking Up - serie TV, 5 episodi (2004-2006)
- Kitchen Confidential - serie TV, 13 episodi (2005-2006)
- American Dad! - serie animata, 22 episodi (2005-2008)
- Two Dreadful Children, regia di Mike Kim - film TV (2007)
- The Call, regia di Michael Spiller - film TV (2007)
- I Griffin (Family Guy) - serie animata, 13 episodi (2007-2008)
- How I Met Your Mother - serie TV, 20 episodi (2007-2008)
- Lie to Me - serie TV, 10 episodi (2009)
- The Deep End - serie TV, 7 episodi (2010)
- Traffic Light - serie TV, 12 episodi (2011)
- Non fidarti della str**** dell'interno 23 (Don't Trust the B---- in Apartment 23) - serie TV, 25 episodi (2012-2013)
- I miei peggiori amici (Friends with Better Lives) - serie TV, 11 episodi (2014)
- Bones - serie TV, 5 episodi (2014)
- Black-ish - serie TV, 4 episodi (2014-2015)
- Uncle Buck - serie TV, 7 episodi (2016)
- Chuck & Bean, regia di Chris Koch - film TV (2016)
- The Catch - serie TV, 20 episodi (2016-2017)
- Whiskey Cavalier - serie TV, 13 episodi (2019)

### Attore
- American Dad! - serie animata, 2 episodi (2008)

### Regista
- Non fidarti della str**** dell'interno 23 (Don't Trust the B---- in Apartment 23) - serie TV, 2 episodi (2012-2013)

## Riconoscimenti
- Premio Oscar
  - 2024 - Candidatura alla migliore sceneggiatura originale per The Holdovers - Lezioni di vita
- Premio BAFTA
  - 2024 . Candidatura alla migliore sceneggiatura originale per The Holdovers - Lezioni di vita
- Critics' Choice Awards
  - 2024 - Candidatura alla miglior sceneggiatura originale per The Holdovers - Lezioni di vita
- Satellite Award
  - 2024 - Candidatura alla miglior sceneggiatura originale per The Holdovers - Lezioni di vita
- Satellite Award
  - 2024 - Candidatura alla migliore sceneggiatura originale per The Holdovers - Lezioni di vita
- Writers Guild of America Award
  - 2006 - Candidatura alla migliore sceneggiatura in una serie commedia per Kitchen Confidential
  - 2024 - Migliore sceneggiatura originale per The Holdovers - Lezioni di vita